# Hans Graß
Hans Graß, auch Hans Grass (* 25. Januar 1909 in Brandenburg an der Havel; † 2. April 1994) war ein deutscher evangelischer Geistlicher und Hochschullehrer.

## Leben
Hans Graß war der Sohn des Färbereibetriebsleiters August Graß.
Er besuchte von 1916 bis 1928 das von-Saldern’sche-Gymnasium in Brandenburg an der Havel und immatrikulierte sich 1928 für ein Studium der Theologie an der Universität Göttingen, das er an der Universität Marburg, mit Vorlesungen bei Rudolf Bultmann, der Universität Tübingen und an der Universität Berlin fortsetzte; am 5. September 1933 bestand er sein Erstes Theologisches Examen.
Von 1933 bis 1936 war er Vikar und Hilfsprediger in der Berlin-Brandenburgischen Kirche und bestand am 2. April 1936 sein Zweites Theologisches Examen.
Am 1. November 1936 begann er bei Paul Althaus als wissenschaftlicher Helfer an der Universität Erlangen, promovierte bei diesem am 19. Juli 1939 zum Dr. theol. und wurde 1940 zum Kriegsdienst eingezogen. Nachdem er noch am 1. Dezember 1942 Assistent an der Universität Erlangen wurde, geriet er während seines Kriegsdienstes in jugoslawische Kriegsgefangenschaft, aus der er 1948 entlassen wurde; unmittelbar darauf erhielt er eine Assistenzstelle bei Paul Althaus, mit dem er während der Kriegsjahre im intensiven brieflichen Kontakt stand.
Am 28. Oktober 1949 begann er, nach seiner Habilitation, seine Lehrtätigkeit als Privatdozent für Systematische Theologie an der Universität Erlangen.
Er wurde am 27. Juni 1951 zum Oberassistenten und am 1. April 1955 zum Diätendozenten ernannt.
Vom Sommersemester 1954 bis zum Wintersemester 1954/1955 hatte er die Lehrstuhlvertretung für Systematische Theologie an der Universität Marburg und wurde dort am 1. Mai 1955 ordentlicher Professor für Systematische Theologie und Sozialethik; am 31. März 1977 erfolgte seine Emeritierung.
Hans Graß war seit 1940 mit Ingrid (geb. Boerl) verheiratet, gemeinsam hatten sie vier Kinder.

### Wissenschaftliches Wirken
Hans Graß beschäftigte sich sehr gründlich mit den Auferstehungs- und Grab-Berichten und setzt den Echtheits-Wert der Darstellung in den vier Evangelien fast gleich Null: Selbst wenn es gelänge, alle legendären Bildungen und Wucherungen abzuziehen, so würde sich doch kein Kern herausschälen lassen, von dem gesagt werden könnte, er spiegle die ursprünglichen Ereignisse in ihrer Abfolge und in ihren Umständen einigermaßen klar, eindeutig und einleuchtend wider.
Er begründete und gab, gemeinsam mit Werner Georg Kümmel, die Marburger Theologischen Studien heraus.

## Ehrungen und Auszeichnungen
- Am 10. Mai 1957 wurde Graß durch die Theologische Fakultät der Universität Erlangen zum Dr. theol. h. c. ernannt.

## Schriften (Auswahl)
- Die Abendmahlslehre bei Luther und Calvin eine kritische Untersuchung. Gütersloh Bertelsmann 1940.
- Glaubensgrund und Glaubensgedanken. 1954.
- Die evangelische Lehre vom Abendmahl. Lüneburg: Heliand-Verlag 1961.
- Die Bibel im geistigen Raum unseres Volkes. Göttingen: Vandenhoeck & Ruprecht, 1962.
- Hans Grass; Werner Georg Kümmel: Jesus Christus: das Christusverständnis im Wandel der Zeiten eine Ringvorlesung. Marburg, N. G. Elwert, 1963.
- Hans Grass; Werner Georg Kümmel: Marburger theologische Studien. Marburg 1963.
- Die Theologie von Paul Althaus. In: Neue Zeitschrift für systematische Theologie und Religionsphilosophie. Bd. 8 (1966) S. 213–241.
- Ostergeschehen und Osterberichte. Göttingen: Vandenhoeck e Ruprecht, 1970.
- Christliche Glaubenslehre. Stuttgart 1973–1974.
- Christliche Glaubenslehre: Sammelwerk für Studium und Beruf. Stuttgart: Kohlhammer 1974.
- Einführung in die Theologie. Marburg: Elwert, 1978.
- Aus Theologie und Kirche. Marburg: Elwert, 1988.
- Traktat über Mariologie. Marburg: Elwert, 1991.